# بوبلينغين
بوبلينغين (بالألمانية: Böblingen) هي district capital، بلدة كبيرة ‏، مدينة وبلدة ألمانية تقع في ألمانيا في Regierungsbezirk Stuttgart.[بحاجة لمصدر] يقدر عدد سكانها بـ 46,419 نسمة .

## المدن التوأمة
مدن بونتواز، سيتارد- خيلين، برغاما، Glenrothes، كرمس آن در دوناو، ألبا (إيطاليا) وزومردا هي مدن توأمة لـبوبلينغين.

## أعلام
- ماركو كوفاك
- مانويل سالز
- تيمو باومغارتل
- جيرهارد شتريتماتر
- لوكاس كيفر